# Teleogonia jacobii
Teleogonia jacobii är en insektsart som beskrevs av Melichar 1925. Teleogonia jacobii ingår i släktet Teleogonia och familjen dvärgstritar. Inga underarter finns listade i Catalogue of Life.